# Großer Preis von Italien 1923

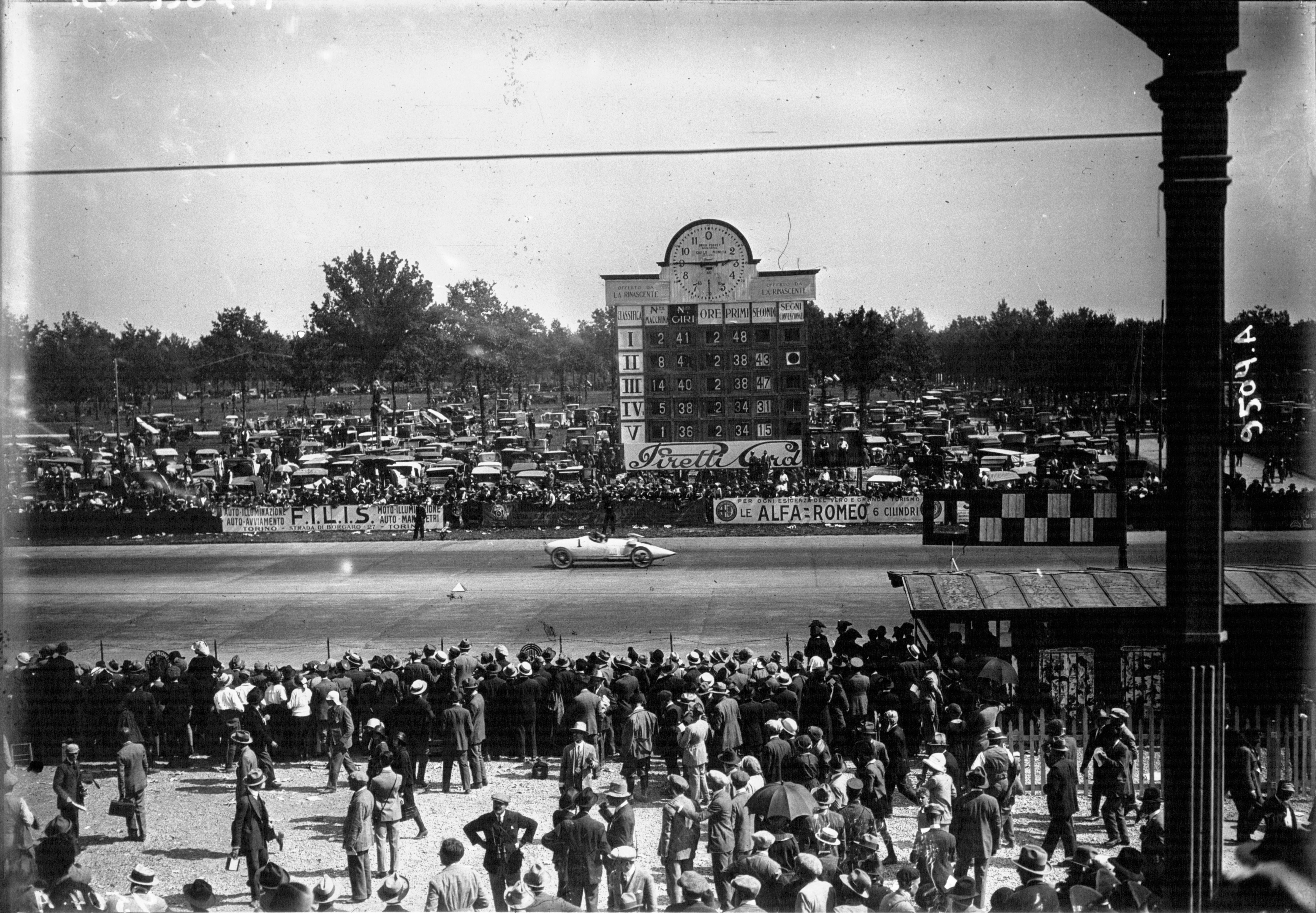
Ferdinando Minoia bei Start-und-Ziel; bei seiner Fahrt zum vierten Gesamtrang

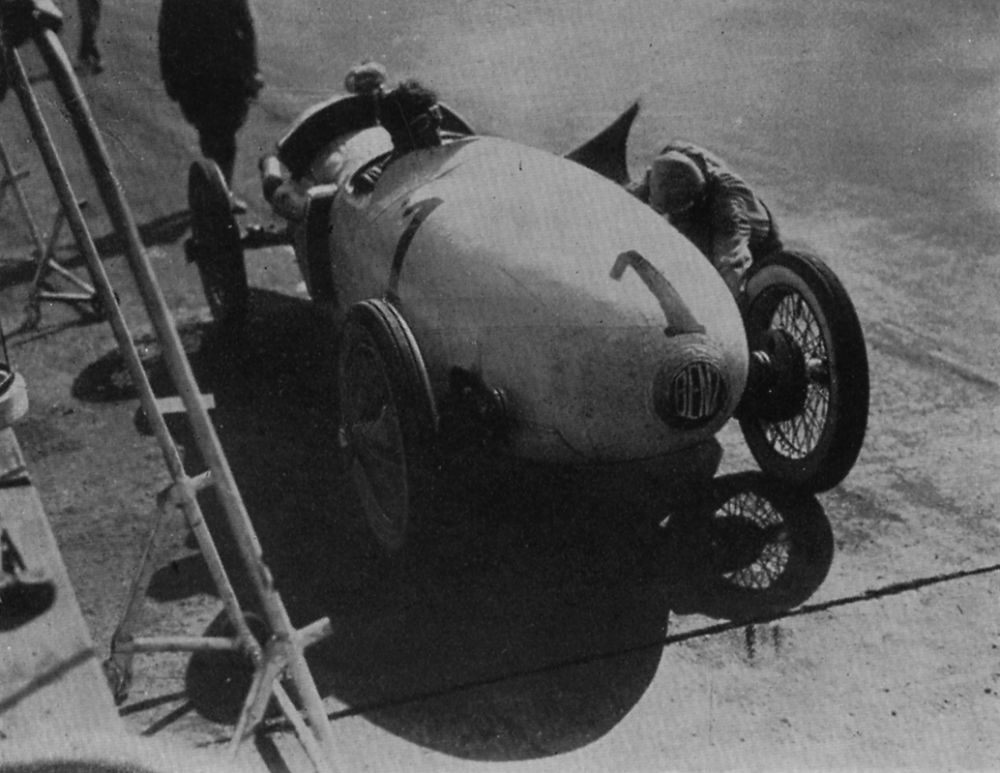
Ferdinando Minoia mit seinem Benz RH an der Box

Der III. Große Preis von Italien fand am 9. September 1923 am Autodromo di Milano in Monza statt. Das Rennen hatte auch den AIACR-Ehrentitel I. Großer Preis von Europa und wurde nach der seit 1922 geltenden Internationalen Grand-Prix-Formel ausgetragen, die bei einer Mindestdistanz der Grand-Prix-Läufe von 800 km für die Wagen ein Hubraumlimit von 2 Litern und ein Mindestgewicht von 650 kg festlegte. Außerdem mussten sich an Bord jedes Rennwagens zwei Personen – neben dem Fahrer auch ein Mechaniker – befinden.
Sieger wurde Carlo Salamano auf Fiat.

## Rennen
Nachdem der Französische Automobilclub nun nicht mehr alleiniger Ausrichter von Grand-Prix-Rennen war, hatte der internationale Automobilverband AIACR entschieden, turnusgemäß eines der Rennen unter dem Ehrentitel eines Großen Preises von Europa zum alljährlichen Saisonhöhepunkt zu erklären. Zum ersten Grand Prix d’Europe wurde 1923 der Große Preis von Italien bestimmt.
Nach dem Totalausfall beim vorangegangenen Grand Prix de l’ACF, wo über die erstmals eingesetzten Kompressoren zu viel Staub und Steine in die Motoren geraten waren, rüstete Fiat die Wagen für das Heimrennen auf weniger empfindliche Roots-Kompressoren um. Mit Alfa Romeo setzte jetzt außerdem auch ein weiterer Hersteller auf den Kompressor, allerdings zog das Werk seine Wagen nach dem tödlichen Unfall von Ugo Sivocci im inoffiziellen Vortraining noch vor dem Rennen wieder zurück, so dass der Alfa Romeo P1 nie zu einem Grand-Prix-Einsatz kam. Um den eher glücklich zustande gekommenen Erfolg im französischen Rennen nicht durch die vorhersehbare Niederlage gegen Fiat gleich wieder zu entwerten, hatte außerdem Sunbeam gleich von vorneherein auf die Teilnahme verzichtet, wie auch Bugatti der Konfrontation mit den überlegenen Italienern aus dem Weg ging. Dagegen stellten sich Voisin und Rolland-Pilain dem beinahe aussichtslos erscheinenden Kampf, obwohl ihre Wagen zuvor schon beim Grand Prix in Tours nicht schnell genug gewesen waren, und auch der „Tropfenwagen“ von Benz war trotz seines revolutionären Konzepts – der erste Grand-Prix-Rennwagen überhaupt mit Mittelmotor, tropfenförmiger Stromlinienkarosserie mit Seitenkühlern, innenliegenden Bremsen und Schwingachse hinten – aufgrund seiner zu geringen Motorleistung chancenlos. So blieben als einzig halbwegs ernst zu nehmende Konkurrenten die drei US-amerikanischen Miller-Rennwagen, die allerdings aufgrund des unterschiedlichen Reglements kurzfristig erst noch notdürftig zum Zweisitzer umgerüstet werden mussten.
Insgesamt versammelten sich schließlich 14 Rennwagen zum Start, wobei die Startaufstellung – wie zu dieser Zeit üblich – vorher ausgelost worden war. Fiat hatte zuvor noch einen herben Rückschlag hinnehmen müssen, als Pietro Bordino beim Training zwei Wochen vor dem Rennen mit seinem Wagen von der Strecke abkam und sich überschlug. Dabei kam sein Beifahrer Enrico Giaccone ums Leben, der ursprünglich neben Bordino und Carlo Salamano als Fahrer des dritten Autos vorgesehen war. So kam Grand-Prix-Veteran Felice Nazzaro noch einmal zu einem Einsatz, während Bordino das Rennen mit einem gebrochenen Handgelenk in Angriff nehmen musste.
Trotz seines Handicaps übernahm Bordino gleich zu Beginn die Führung vor seinen beiden Markengefährten, bevor er zur Halbzeit – mittlerweile mit deutlichem Vorsprung – schließlich doch aus Erschöpfung aufgeben musste. In dem ansonsten höhepunktsarmen Rennen, in dem bis auf die beiden Miller von Louis Zborowski und Jimmy Murphy alle übrigen Teilnehmer schon weit abgeschlagen waren, lag nun Nazzaro lange Zeit in Front, bis auch er kurz vor Ende des Rennens für einen außerplanmäßigen Stopp an die Box musste. Hierdurch wurde der Weg zum Sieg für Carlo Salamano frei, der mit einer halben Minute Vorsprung auf seinen Stallgefährten durchs Ziel ging. Es war gleichzeitig der erste Erfolg eines Wagens mit aufgeladenem Motor bei einem bedeutenden Rennen. Murphy wurde nach einem soliden Rennen mit über fünf Minuten Rückstand auf Salamano noch Dritter. Im Anschluss überfluteten die Zuschauer die Strecke, so dass die verbliebenen Teilnehmer das Rennen nicht mehr wie eigentlich vorgeschrieben über die Gesamtdistanz zu Ende fahren konnten. Rolland-Pilain legte gegen den nachfolgenden Wertungsausschluss von Guyot erfolgreich Protest ein, so dass schließlich bis zum siebten Platz die entsprechenden Preisgelder ausgezahlt wurden.

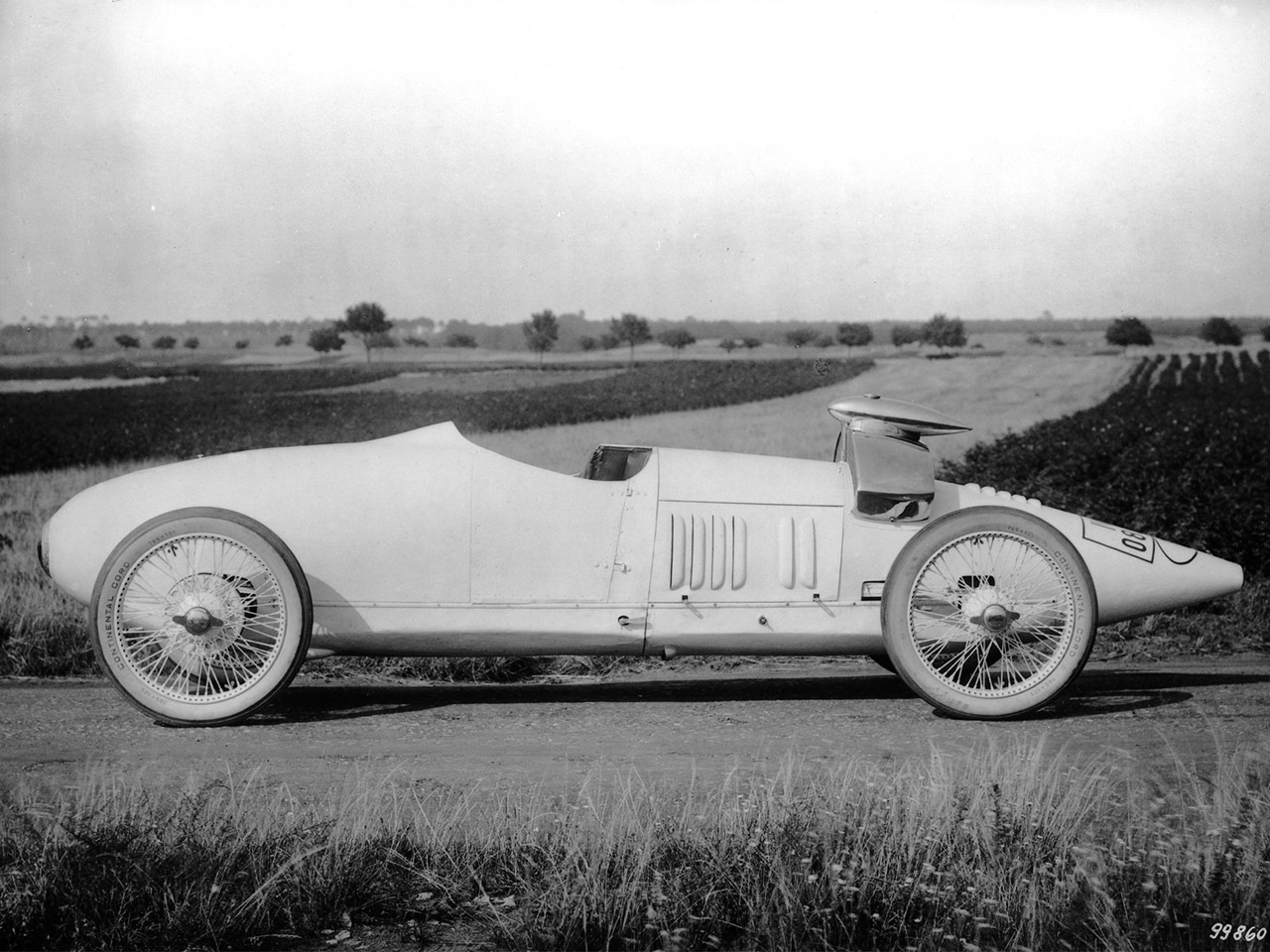
Benz RH
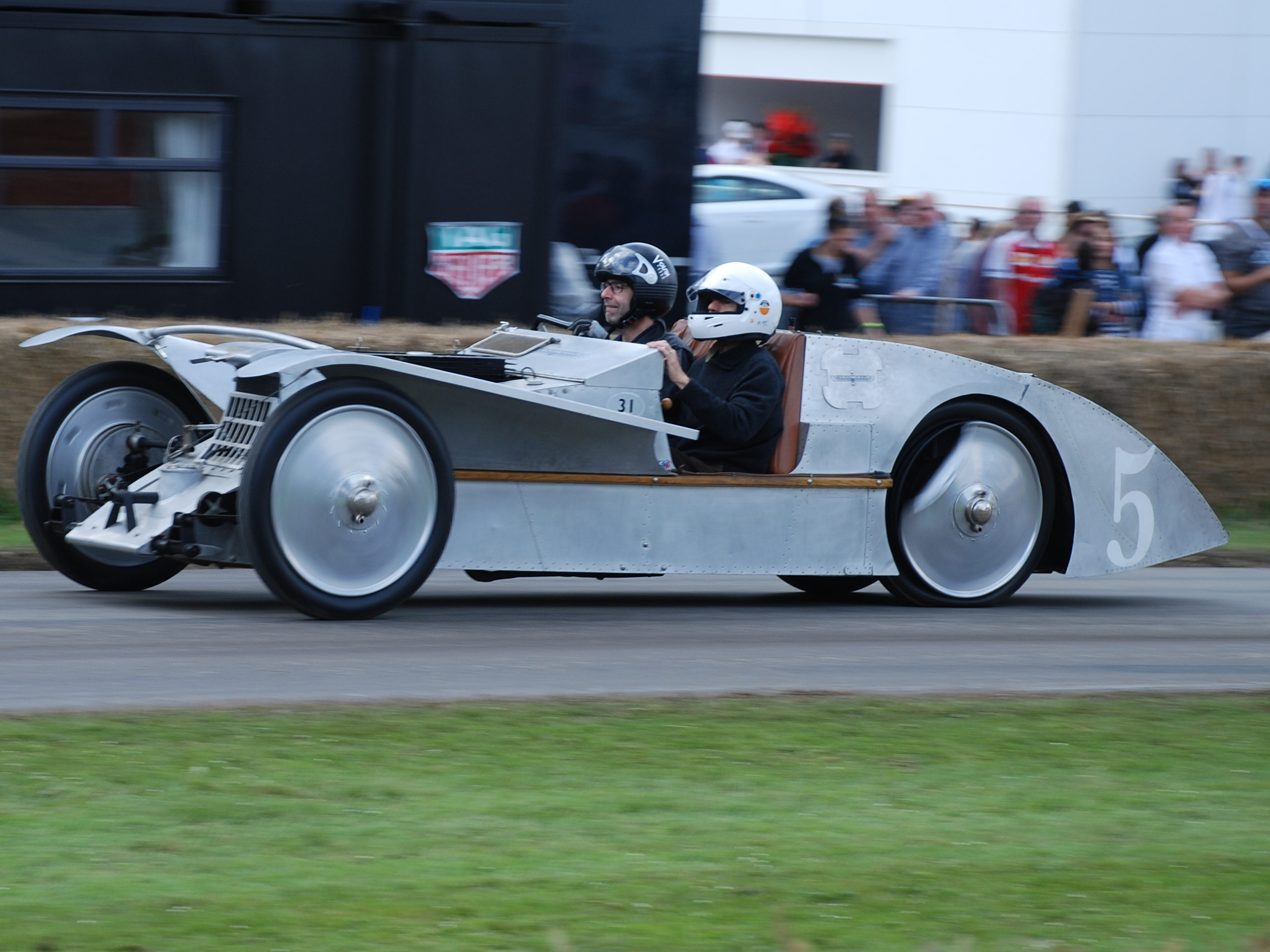
Voisin C6 Laboratoire
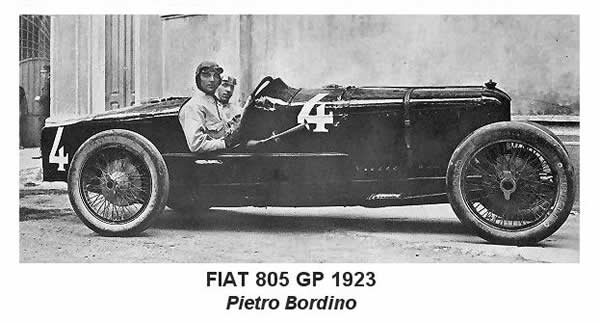
Fiat 805/405
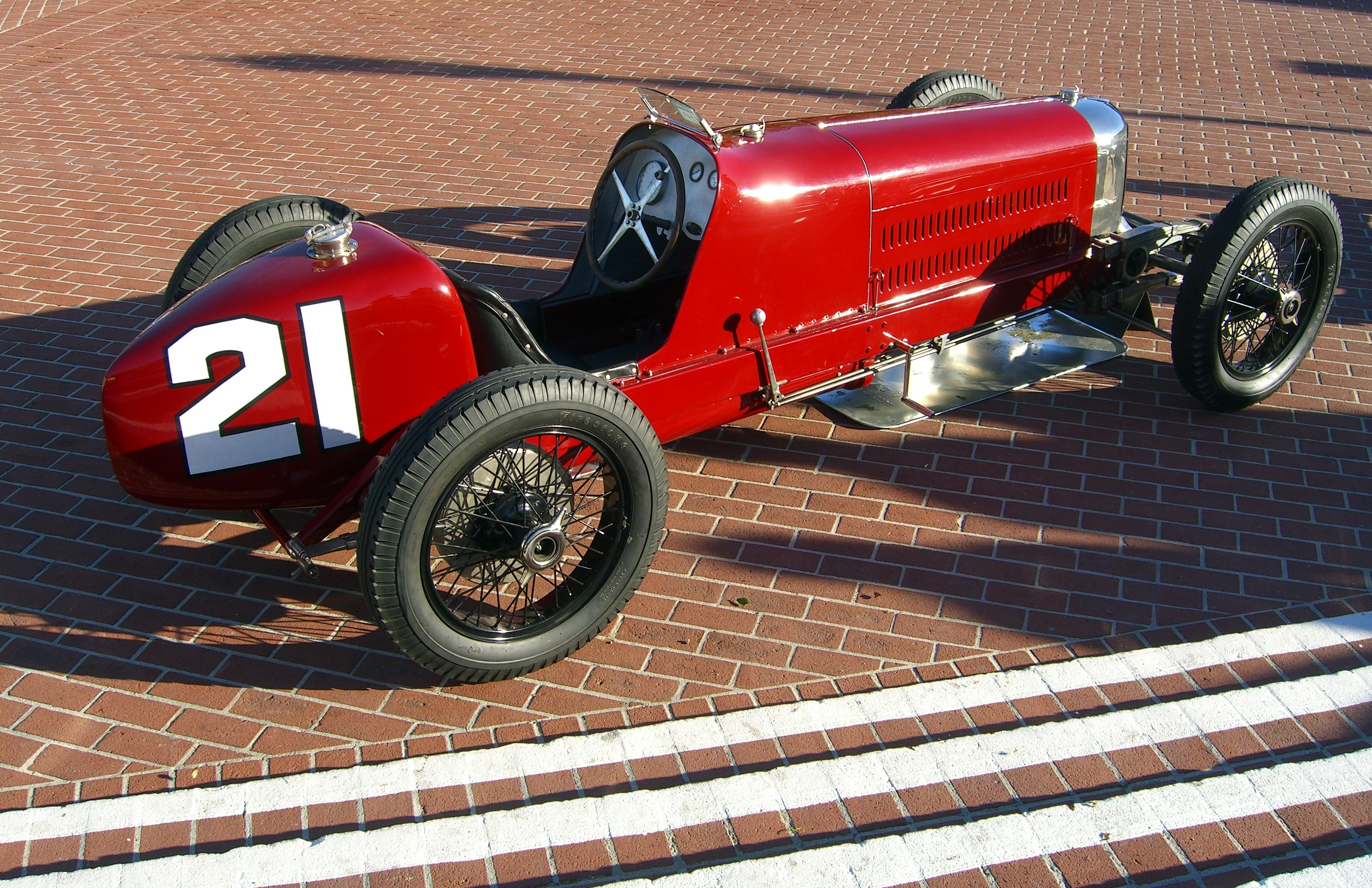
Miller 122
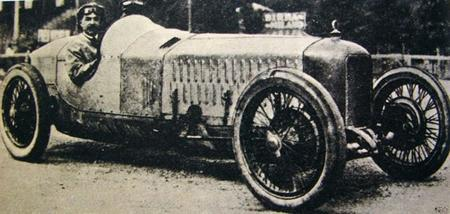
Alfa Romeo P1

## Ergebnisse

### Meldeliste
| Team                                  | Nr. | Fahrer            | Info  | Chassis                           | Motor                            | Reifen |
| ------------------------------------- | --- | ----------------- | ----- | --------------------------------- | -------------------------------- | ------ |
| Benz & Cie.                           | 01  | Ferdinando Minoia |       | Benz RH 2-l-Tropfenform-Rennwagen | Benz Bz 6516 2.0L I6             | C      |
| Benz & Cie.                           | 07  | Franz Hörner      |       | Benz RH 2-l-Tropfenform-Rennwagen | Benz Bz 6516 2.0L I6             | C      |
| Benz & Cie.                           | 13  | Willy Walb        |       | Benz RH 2-l-Tropfenform-Rennwagen | Benz Bz 6516 2.0L I6             | C      |
| Fiat SpA                              | 02  | Pietro Bordino    |       | Fiat 805/405                      | Fiat Type 405 2.0L I8 Kompressor | P      |
| Fiat SpA                              | 08  | Enrico Giaccone   | DNS a | Fiat 805/405                      | Fiat Type 405 2.0L I8 Kompressor | P      |
| Fiat SpA                              | 08  | Felice Nazzaro    |       | Fiat 805/405                      | Fiat Type 405 2.0L I8 Kompressor | P      |
| Fiat SpA                              | 14  | Carlo Salamano    |       | Fiat 805/405                      | Fiat Type 405 2.0L I8 Kompressor | P      |
| Aéroplanes G. Voisin                  | 03  | Eugenio Silvani   |       | Voisin C6 Laboratoire             | Voisin 2.0L I6                   |        |
| Aéroplanes G. Voisin                  | 09  | Henri Rougier     |       | Voisin C6 Laboratoire             | Voisin 2.0L I6                   |        |
| Aéroplanes G. Voisin                  | 15  | André Lefèbvre    |       | Voisin C6 Laboratoire             | Voisin 2.0L I6                   |        |
| SA des Établissements Rolland-Pilain  | 04  | Albert Guyot b    |       | Rolland-Pilain A22                | Rolland-Pilain 2.0L I8           |        |
| SA des Établissements Rolland-Pilain  | 10  | Gaston Delalande  |       | Rolland-Pilain A22                | Rolland-Pilain 2.0L I8           |        |
| Harry A. Miller Manufacturing Company | 05  | Jimmy Murphy      |       | Miller 122 Special                | Offenhauser 2.0L I8              | F      |
| Harry A. Miller Manufacturing Company | 11  | Louis Zborowski   |       | Miller 122 Special                | Offenhauser 2.0L I8              | F      |
| Harry A. Miller Manufacturing Company | 16  | Martín de Álzaga  |       | Miller 122 Special                | Offenhauser 2.0L I8              | F      |
| SA Ital. Ing. Nicola Romeo            | 06  | Antonio Ascari    | DNS c | Alfa Romeo P1                     | Alfa Romeo 2.0L I6 Kompressor    | P      |
| SA Ital. Ing. Nicola Romeo            | 12  | Giuseppe Campari  | c     | Alfa Romeo P1                     | Alfa Romeo 2.0L I6 Kompressor    | P      |
| SA Ital. Ing. Nicola Romeo            | 17  | Ugo Sivocci       | d     | Alfa Romeo P1                     | Alfa Romeo 2.0L I6 Kompressor    | P      |

### Startaufstellung
Die Startpositionen wurden in der Reihenfolge der Startnummern besetzt.
| Minoia |           | Bordino  |           | Silvani  |
|        |           |          |           |          |
|        | Guyot     |          | Murphy    |          |
|        |           |          |           |          |
| Hörner |           | Nazzaro  |           | Rougier  |
|        |           |          |           |          |
|        | Delalande |          | Zborowski |          |
|        |           |          |           |          |
| Walb   |           | Salamano |           | Lefèbvre |
|        |           |          |           |          |
|        | de Álzaga |          |           |          |

### Rennergebnis
| Pos. | Fahrer                        | Konstrukteur   | Runden | Stopps | Zeit         | Start | Schnellste Runde | Ausfallgrund                      |
| ---- | ----------------------------- | -------------- | ------ | ------ | ------------ | ----- | ---------------- | --------------------------------- |
| 01   | Carlo Salamano                | Fiat           | 80     | 2      | 5:27:38,0 h  | 14    |                  |                                   |
| 02   | Felice Nazzaro                | Fiat           | 80     | 3      | + 23,6 s     | 8     |                  |                                   |
| 03   | Jimmy Murphy                  | Miller         | 80     | 2      | + 5:12,6 min | 5     |                  |                                   |
| 04 a | Ferdinando Minoia             | Benz           | 76     | 2      | + 4 Runden   | 1     |                  |                                   |
| 05 a | Franz Hörner                  | Benz           | 71     | 2      | + 9 Runden   | 7     |                  |                                   |
| 06 a | Martín de Álzaga              | Miller         | 70     | 2      | + 10 Runden  | 16    |                  |                                   |
| 07 a | Albert Guyot Gaston Delalande | Rolland-Pilain | 58     | 2      | + 22 Runden  | 4     |                  |                                   |
| —    | Pietro Bordino                | Fiat           | 45     | 1      | DNF          | 2     | 3:44,0 min       | Erschöpft aufgrund von Verletzung |
| —    | Louis Zborowski               | Miller         | 17     |        | DNF          | 11    |                  | Getriebe                          |
| —    | Eugenio Silvani               | Voisin         | 11     |        | DNF          | 3     |                  | Ölpumpe                           |
| —    | André Lefèbvre                | Voisin         | 9      | 1      | DNF          | 15    |                  | Motorschaden                      |
| —    | Henri Rougier                 | Voisin         | 8      | 1      | DNF          | 9     |                  | Motorschaden                      |
| —    | Gaston Delalande              | Rolland-Pilain | 4      | 1      | DNF          | 10    |                  | Lagerschaden                      |
| —    | Willy Walb                    | Benz           | 4      | 1      | DNF          | 13    |                  | Kolben                            |